# Xã Miami, Quận Miami, Kansas
Xã Miami (tiếng Anh: Miami Township) là một xã thuộc quận Miami, tiểu bang Kansas, Hoa Kỳ. Năm 2010, dân số của xã này là 537 người.